# 宗任神社
宗任神社（むねとうじんじゃ）は、茨城県下妻市の神社。

## 祭神
祭神の安倍宗任は、陸奥国奥六郡を根拠地とする安倍氏の一族で、兄の貞任とともに前九年の役を戦ったが、源頼義・義家軍に敗れ、ついに投降した。
その後伊予国、ついで筑前国に流された。1108年（嘉承3年）に流刑先で死去した。

## 歴史
1109年（天仁2年）に創建された。宗任の死後、家来の松本七郎秀則が、鳥海山の麓より宗任の遺品を携えて当地に至り、宗任を祀る神社を創建したのが当社の起源である
また別の説では、宗任が亡くなったことで、従者（松本秀則）は故郷に帰ることになり、その帰途、当地に至った際に、啓示により神社を創建したとも伝えられる。
神社創建の際に「宗任」に因み、地名を「宗道」と改称している。豊田33郷・幸嶋十二郷の総社として信仰を集め、鎌倉時代以降、地元の豪族である小田氏や豊田氏も信仰している。また宗任神社の南方には宗道神社が鎮座する。

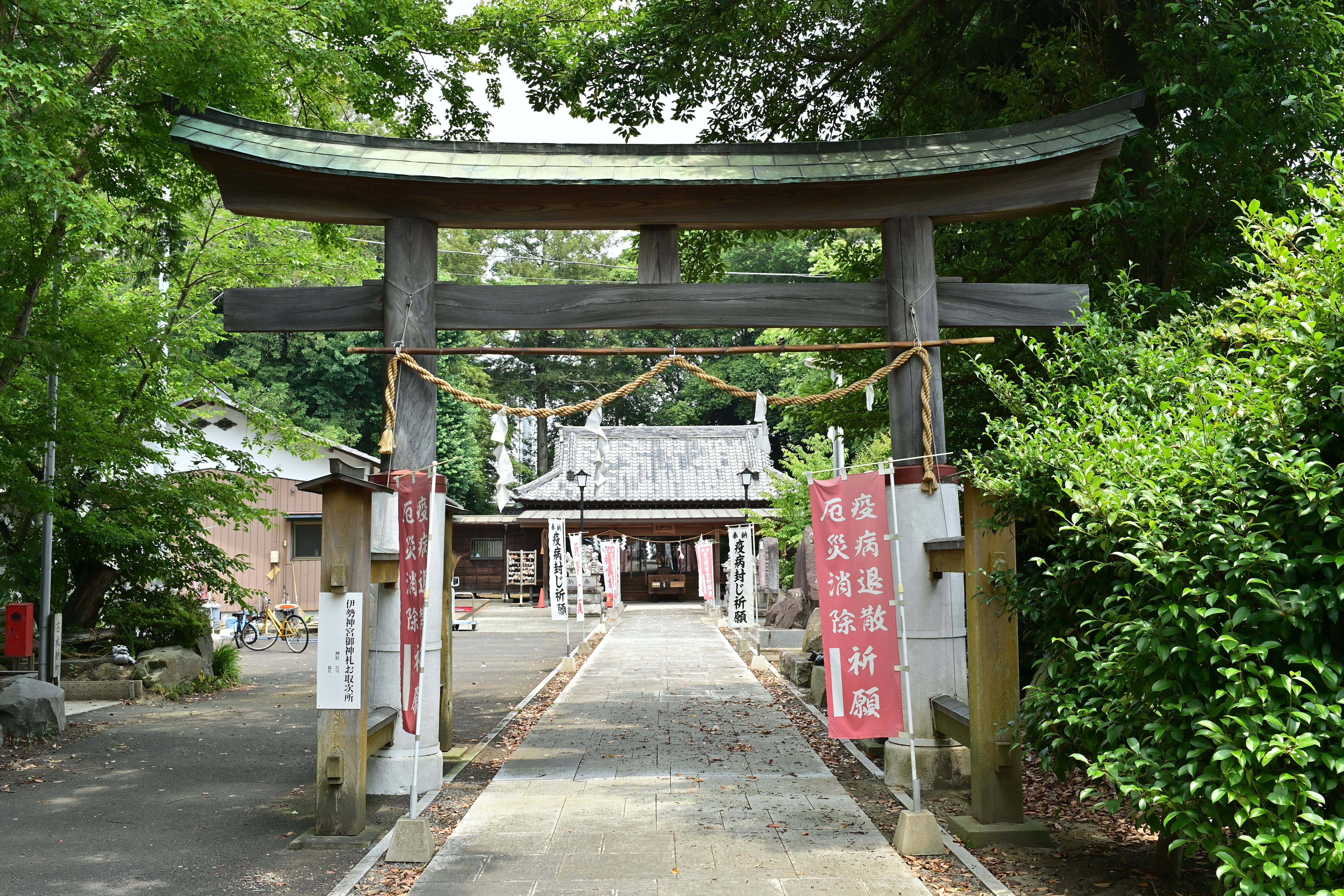
二の鳥居
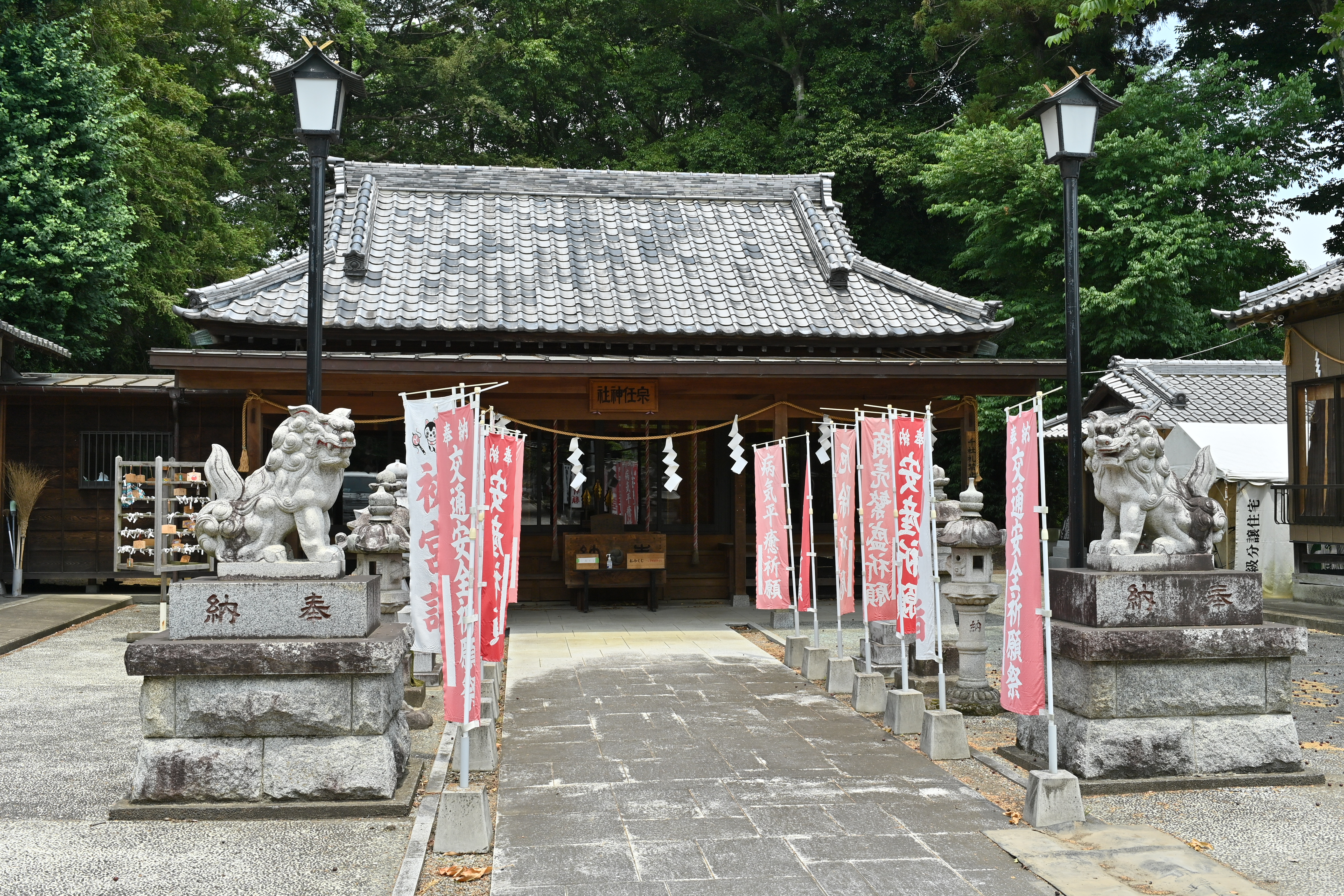
拝殿
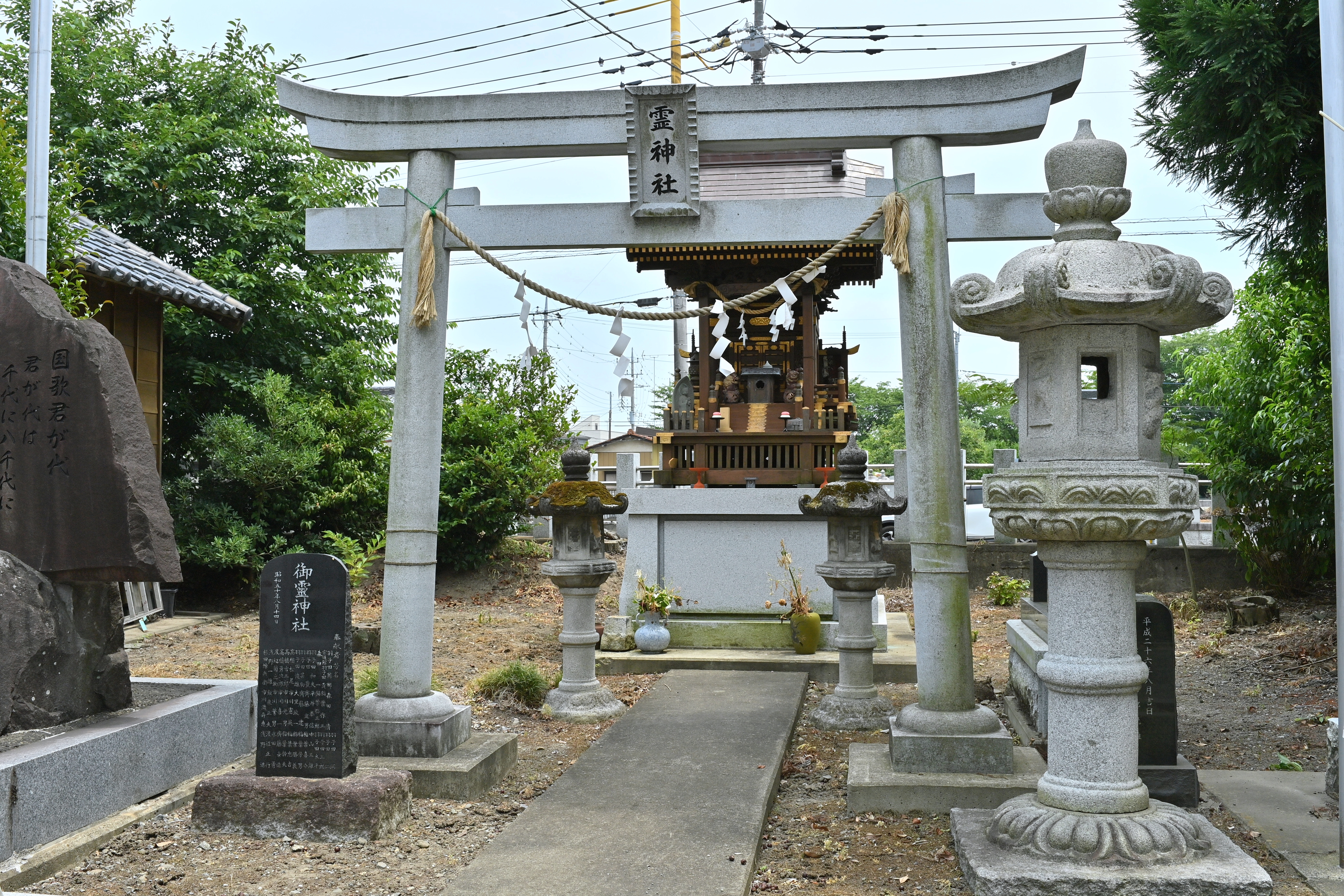
境内にある霊神社

## 交通
- 関東鉄道「宗道駅」より徒歩で約10分。
- 首都圏中央連絡自動車道「常総インターチェンジ」より車で約20分。